# مرتضى ميرزا
مرتضى قلي ميرزا الأفشاري (بالفارسية: مرتضی‌قلی میرزا افشار) (1137هـ\ 1724م - 1160هـ\ 1747م) هو أمير أفشاري وثاني أبناء نادر شاه. تمت تسميته «نصر الله ميرزا» تكريمًا له بعد دوره في تحقيق النصر في معركة كارنال، برز كقائد عسكري مُقتدر تولى قيادة مركز الجيش الإيراني وألحق الهزيمة بقوات سعادت خان وأسره.